# Кутлуг Шуджа ад-Дін
Кутлуг Шуджа ад-Дін (*д/н — 1197) — 4-й шахармен Держави Шах-Арменідів в 1197 році.

## Життєпис
Мав кипчацьке або огузьке походження. Був гулямом шахармена Сокмана II. За його правління та Бег-Тимура став одним з впливових військовиків. Був учасником змови проти останнього. У 1197 році влаштував чергову змову проти нового шахармена — Бадр ад-діна Ак-Сонкора, внаслідок чого захопив владу. Втім, правив лише 7 днів. Повалений внаслідок загального повстання столиці Ахлату. Новим шахарменом став син Бег-Тимура — Мухаммад ал-Мансур.